# Elfrath

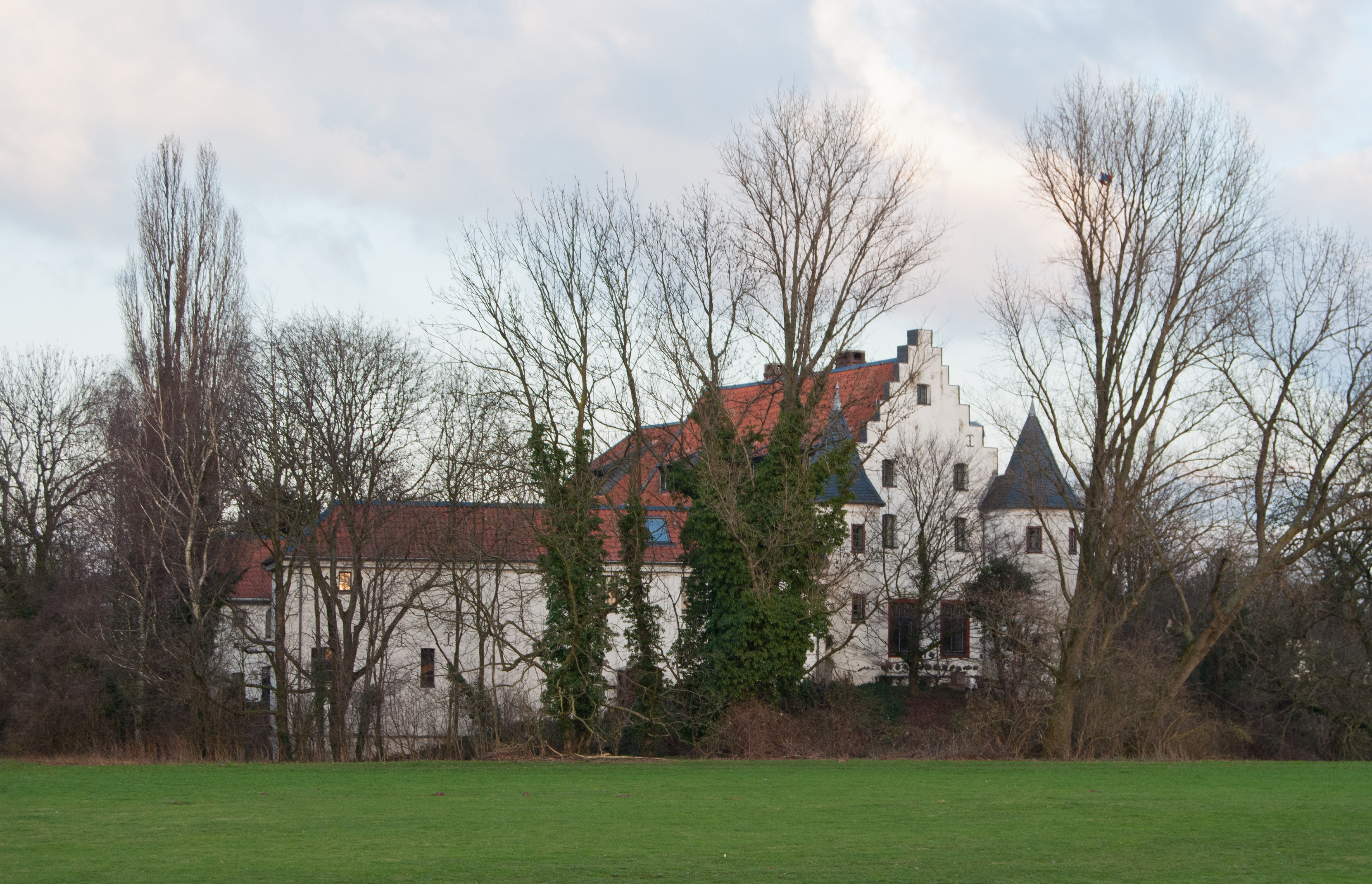
Burganlage Haus Rath in Elfrath (2013)

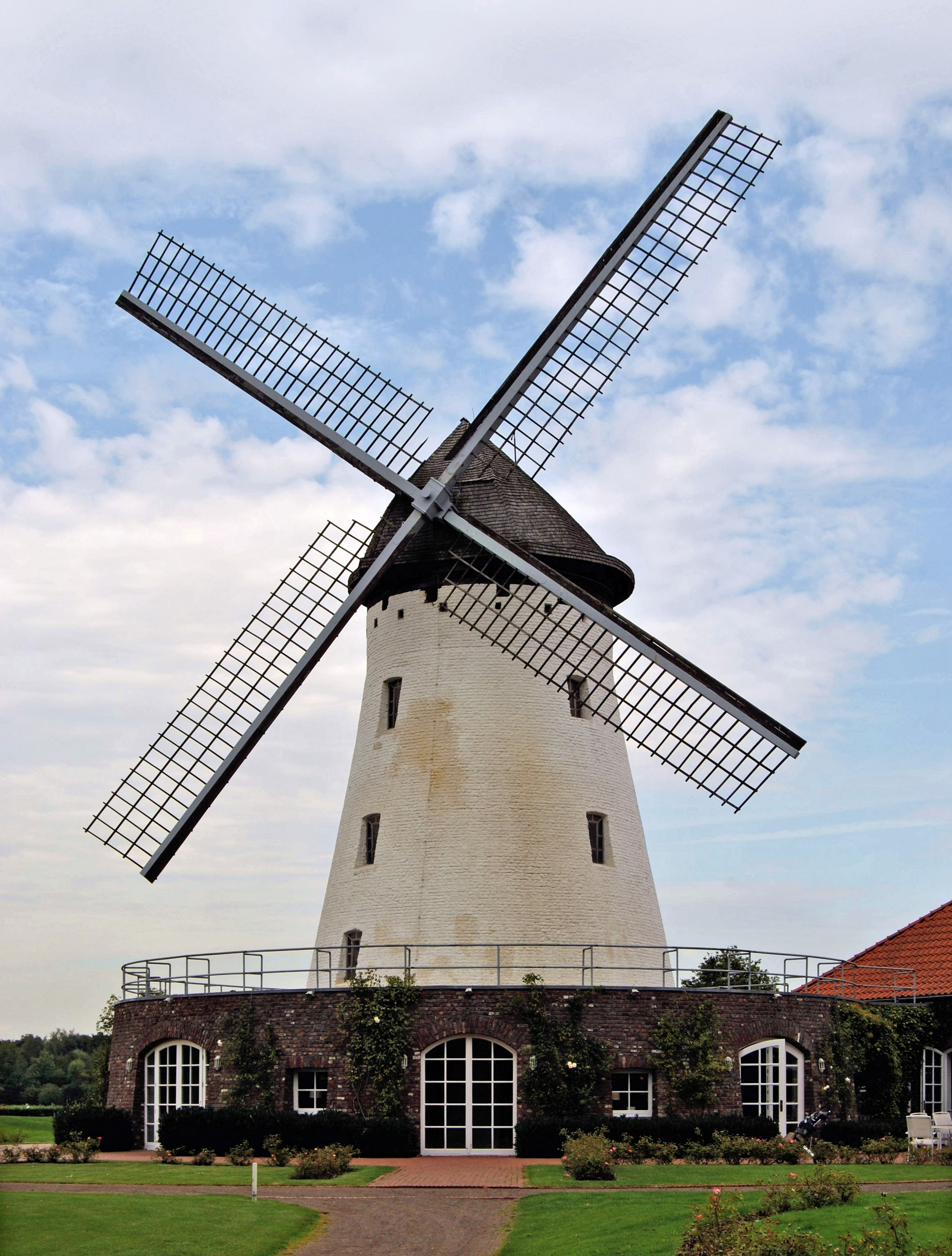
Elfrather Mühle (2011)

Elfrath ist eine in den 1960er Jahren gegründete Siedlung in der Gemarkung Krefeld-Traar. Sie liegt zwischen Traar, Verberg, Gartenstadt, Uerdingen. Elfrath gehört zum Stadtteil Gartenstadt.

## Namensgebung
Der Name entstammt dem „Elfrathshof“, welcher in der direkten Nachbarschaft zum Haus Rath und der dem Amt Uerdingen zugehörigen Honschaft Rath existierte. Haus Rath ist der älteste Profanbau Krefelds, die dort befindliche tausendjährige alte Eibe ist der älteste Baum auf Krefelder Stadtgebiet.
Als Besitzer des Elfrathshofes wird 1901 Wilhelm Hilden genannt.
Elfrath war bis nach dem Zweiten Weltkrieg nicht mehr als eine Flurbezeichnung. Die heutige Siedlung entwickelte sich erst in den 1960er Jahren durch den Bau einer neuen Hochhaussiedlung. In den Ortsteil ist auch die wesentlich ältere Siedlung Bruchhöfe integriert, welche nur aus Einfamilienhäusern besteht.

## Entstehung
Der Wohnraummangel nach dem Zweiten Weltkrieg machte sich auch in Krefeld bemerkbar. 1965 hätten rund 4600 Wohnungen auf bereits erschlossenem Gebiet sofort gebaut werden können. Doch aufgrund der fehlenden Bauwilligkeit der jeweiligen Grundstückseigentümer wurde als Alternative nach einem Grundstück an der Stadtgrenze gesucht. Die Wahl fiel auf ein weitgehend unbebautes Stück Land zwischen Bruchhöfe, An der Elfrather Mühle, sowie der Nord- und Osttangente (heute: Bundesstraße 509 und Bundesautobahn 57). Geplant waren 550–700 Wohneinheiten in einer familienfreundlichen Umgebung mit einer Schule und vielen Spielplätzen auf einer Fläche von rund 13 Hektar. Die drei historischen Bauwerke Haus Rath, Elfrather Mühle und Haus Traar sollten erhalten bleiben.
Unter erheblichem Zeitdruck wurden erste Konzepte erstellt und schließlich der Bebauungsplan festgelegt, um noch im selben Jahr mit dem Bau beginnen zu können. Die Stadt Krefeld hatte 1965 Anspruch auf nicht unerhebliche Mittel des Landes Nordrhein-Westfalen für den sozialen Wohnungsbau, welcher zu verfallen drohte.
Vier Bauträger wurden mit der Ausfertigung von Angeboten beauftragt. Die GEHAG (Gemeinnützige Heimstätten-AG) gewann die Ausschreibung und führte das Projekt allein durch. 1966 wurde mit dem Bau von nun insgesamt 868 Wohneinheiten begonnen. Für die Belegung der Wohnungen war allerdings das Städtische Wohnungsamt zuständig.
Man folgte mit diesem Konzept, wie vielerorts, den wachsenden Forderungen nach modernem aber bezahlbarem Wohnen. Vorgesehen waren zwei achtgeschossige Häuserzeilen und vier achtgeschossige Einzelhäuser. Alle übrigen Häuser wurden maximal viergeschossig ausgeführt. Die Innen- und Außenwände aller Häuser wurden aus Kalksandstein gemauert und mit hellem Klinker verblendet.
Die Ausstattung der Wohnungen war von Beginn an außergewöhnlich: Die meisten Wohnungen verfügen über mindestens einen Balkon und beim Erstbezug war sogar eine Einbauküche bereits vorhanden. Die Größe der Wohnungen variiert zwischen Appartement und Vier-Zimmer-Wohnung mit 95 m². Schall- und Wärmedämmung entsprach dem Stand der Zeit, obwohl zum Beispiel die Fenster zunächst aus nur einfach verglasten Holzrahmenfenstern bestand, welche aber in den 1980er Jahren komplett durch moderne Wärmeschutzverglasung ersetzt wurden. Im Zuge dieser Modernisierung wurden die Schlafräume der Wohnungen in unmittelbarer Nähe zur zwischenzeitlich zur Autobahn ausgebauten Osttangente, der Nordtangente sowie zur Trasse der ebenfalls neu errichteten Straßenbahn mit zusätzlich schallgedämmten Fenstern ausgestattet. Für die Versorgung mit Wärme für Wasser und Heizung wurde ein ökologisch wie ökonomisch modernes zentralisiertes Öl-Heizkraftwerk erstellt, welches die gesamte Anlage versorgt. Seit 1987 wird das Heizkraftwerk per Fernwärme aus der sich in der Nähe befindlichen Müllverbrennungsanlage gespeist. Badezimmer und Toilette sind räumlich getrennt, in den Badezimmern der größeren Wohnungen ist eine Badewanne sowie ein Stellplatz für eine Waschmaschine Standard. Für jede Wohnung war ein eigener Telefonanschluss vorgesehen und durch Leerrohre vorbereitet. Möglich wurde dies allerdings erst ab Sommer 1968, als die Deutsche Bundespost endlich für den langersehnten Anschluss an das öffentliche Telefonnetz sorgte. Bis dahin standen lediglich Notrufsäulen zur Verfügung. Das Fernsehprogramm wurde über eine zentrale Antennenanlage in ein eigenes Netz eingespeist (heute: Kabelfernsehen). Zwei Hausmeister wurden fest angestellt.
Bei der Planung musste neben der kompletten Erschließung auch für eine weitreichende Infrastruktur gesorgt werden: Arztpraxen (Allgemeinmediziner, Zahnarzt, Kinderarzt), Supermarkt, Gastwirtschaft, Schnellimbiss, Friseursalon, Bankfiliale, Wochenmarkt, sowie eine Volksschule (heute: Grundschule) entstanden zeitgleich mit dem Wohnungsbau. In unmittelbarer Nähe zu jedem Haus war ursprünglich ein Kinderspielplatz mit Sandkasten und Klettergerüsten angelegt. Von der einstigen Vielzahl dieser Spielplätze sind noch zwei existent. Unter einem Teil der Anlage befindet sich eine Tiefgarage mit 170 Stellplätzen und einem Waschplatz für PKW. Ein großer Abstand zwischen den einzelnen Wohnblöcken mit vielen Grünanlagen sorgt für Ruhe und ein angenehmes Wohnklima. Ein Kirchenneubau sowie die verkehrstechnische Anbindung an die Innenstadt waren nicht geplant.
An der gesamten Anlage wurde zwischen 1967 und 1974 gebaut. Letzten Endes wurde jedoch nur der erste Bauabschnitt einer sehr viel weitergehenden Planung realisiert. Viele der im weiteren Ausbau vorgesehenen Infrastruktureinrichtungen wurden daher vorerst nicht verwirklicht. Das Zentrum Elfraths sollte ursprünglich im Bereich des heutigen Friedhofes liegen. 
Die Gesamtkosten beliefen sich 1966 auf rund 42 Mio. DM. Zur Finanzierung wurde von der GEHAG ein eigener Fond gegründet.
Bereits 1967 waren die ersten 224 Wohnungen an der Elfrather Mühle im Rohbau fertig und konnten schon im August bezogen werden. Die Kanalarbeiten der gesamten Anlage waren ebenfalls bereits abgeschlossen.

## Schule
In Elfrath befindet sich die „Grundschule an Haus Rath“ (ehemals: „Städtische Gemeinschaftsgrundschule Elfrath“). Die Schule entstand zeitgleich mit dem Wohnungsbau in Elfrath als Volksschule. Das Gebäude wurde aus Fertigbauteilen hergestellt.
Ende der 1970er Jahre entstand auf einem Teil des Schulhofes eine multifunktionale Sport- und Turnhalle mit Feldmarkierungen für Handball, Volleyball, Basketball, Tennis und Badminton. Die Halle ist nicht für Sportveranstaltungen mit Publikum vorgesehen.

## Spätere Änderungen
Anfang der 1980er Jahre wurde die ehemalige Tankstelle an der Ecke „Neukirchener Straße“ / „An der Elfrather Mühle“ abgerissen, um einem mehrgeschossigen Neubau mit Geschäftsflächen im Erdgeschoss Platz zu machen. Dort befand sich eine Bäckerei und eine Postfiliale.
In den 1980er Jahren wurde Bruchhöfe mit weiteren Einfamilien- und Reihenhäusern um den Bereich Neuhofsweg und Kesenhofweg erweitert. Hier wurde eine Kindertagesstätte errichtet. Die Eigentumsverhältnisse der Hochhausanlage änderten sich erstmals, als sie 1985 von der Rheinisch-Westfälische-Immobilien-Anlagegesellschaft (RWI) aufgekauft wurde. Schon 1989 übernahm dann die Firma ICM die Immobilien, welche sie 1992 an die Wohnstätte Krefeld AG verkaufte, welche ab 1993 einzelne Einheiten in Eigentumswohnungen umwandelte und bevorzugt an Bestandsmieter veräußerte.
Die Rather Sportgemeinschaft RSG Verberg/Gartenstadt verfügt seit den 1980er Jahren im Südwesten Elfraths über einen Sportplatz. In derselben Zeit wurde gleich neben dem Sportplatz eine Tennisanlage gebaut.
Etwas später kam eine weitere Siedlung mit Einfamilien- und Reihenhäusern mit dem Bereich der „Alte Rather Straße“ hinzu.
Im Jahr 2017 wurde im Nordwesten Elfraths eine Neubausiedlung mit der dazugehörigen „Felix-Kracht-Straße“ gebaut.

## Kirche
Mit der Erweiterung an der „Alte Rather Straße“ wurde auch ein ökumenisches Gemeindezentrum gebaut, der erste feste Kirchenbau in Elfrath. Bis dahin fanden christliche Versammlungen und Andachten beider Konfessionen am Neuhofsweg in einem Provisorium der römisch-katholischen Kirchengemeinde „St. Pius X“ aus Gartenstadt statt.

### Evangelische Kirchengemeinde
Elfrath gehört zur evangelischen Kirchengemeinde Krefeld-Nord mit der Thomaskirche im Stadtteil Traar und der Lukaskirche im Stadtteil Gartenstadt.

### Römisch-Katholische Kirchengemeinde
Elfrath gehört zur römisch-katholischen Pfarrgemeinde St. Pius X mit der gleichnamigen Kirche im Stadtteil Gartenstadt.

## Haus Rath
Anfang der 1990er Jahre wurde Haus Rath und der dazugehörige Hof saniert und in einen exklusiven Wohnpark mit Eigentumswohnungen umgewandelt.

## Elfrather Mühle

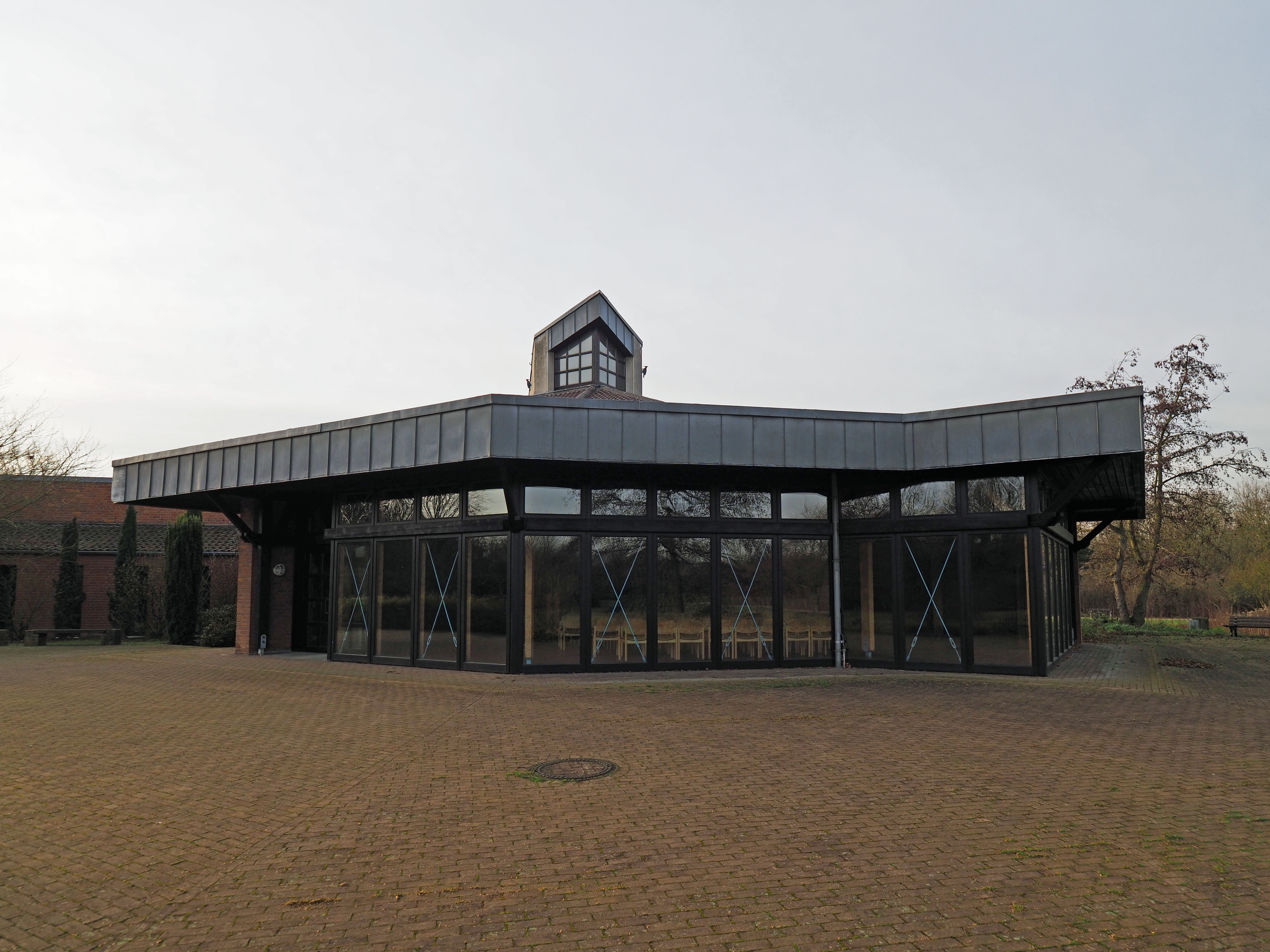
Trauerhalle auf dem Friedhof Elfrath (2019)

Die Elfrather Mühle in Traar gehörte zum „Elfrathshof“, welcher Namensgeber für den heutigen Stadtteil Elfrath ist.

## Elfrather See
Das Naherholungsgebiet Elfrather See mit Regattastrecke und Badesee liegt in unmittelbarer Nähe, gehört allerdings bereits zum Uerdinger Stadtgebiet.

## Friedhof
Auf einer ehemaligen Obstplantage im Nordosten wurde der Elfrather Friedhof angelegt.

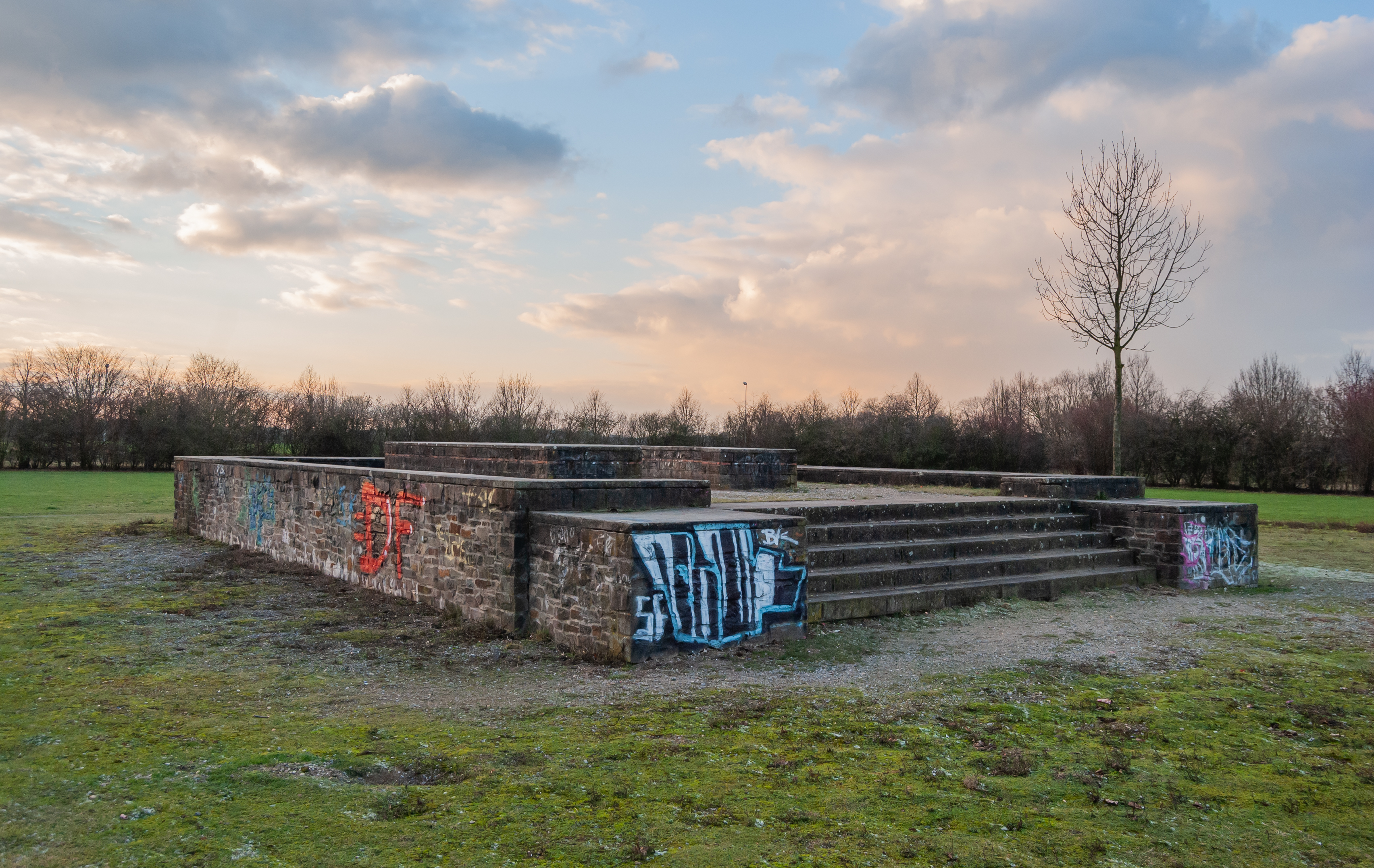
Heiligtum von Elfrath: Fundament eines römischen Tempels (2013)

## Heiligtum von Elfrath
An den Grenzen zu den beiden Stadtteilen Traar und Verberg wurde 1988 beim Bau des Sportplatzes eine Tempelanlage aus römischer Zeit durch den Archäologen Christoph Reichmann ausgegraben und teilweise rekonstruiert. Fundstücke, hauptsächlich in Form einzelner Scherben, sind im Museumszentrum Burg Linn zu besichtigen.

## Verkehrsanbindung
Bis 1982 endete die Straßenbahnlinie 042 der Krefelder Verkehrsbetriebe AG (KREVAG, heute SWK Mobil) in Gartenstadt mit einer Wendeschleife. Im Zuge des Ausbaus der Nordtangente (B 509) zum vierspurigen Autobahnzubringer wurde die Ampelkreuzung „An der Elfrather Mühle“ / „Nordtangente“ durch eine Straßenbahnunterführung ersetzt und die Straßenbahn bis an die Rather Straße verlängert, wo sie ihre Endhaltestelle hat. Die Straße „An der Elfrather Mühle“ wurde unterbrochen und auf einer Länge von 330 Metern durch eine zweigleisige Rampe ersetzt, welche lediglich von einem Fußgänger- und Radweg flankiert wird. Für den Straßenverkehr ist dieser Weg nicht mehr passierbar. Am 3. April 1982 wurde die neue Straßenbahnstrecke offiziell eröffnet. Durch die Unterbrechung wurde Elfrath verkehrstechnisch gesehen zu einer großen Sackgasse, umgeben von der Bundesautobahn 57 (ehemals Osttangente) und der Bundesstraße 509 (Nordtangente). Bis in die 1990er Jahre existierte noch ein totes Stück Rad-/Fußweg entlang der abgerissenen Straße „An der Elfrather Mühle“, welches kurz vor dem durch einen Erdwall lärmgedämmten Autobahnzubringer endete. 1994 wurde dieses Stück durch die Überbrückung der Straßenbahnrampe wieder erschlossen. Der Weg führt seitdem entlang des Lärmschutzwalls bis zur Kreuzung „Nordtangente“/„Werner-Voss-Straße“.
Die Buslinie 058 durchfährt Elfrath.